# Mýrdalsjökull
Mýrdalsjökull (pronunciado ˈmirtalsˌjœːkʏtl, literalmente la capa de hielo en el valle pantanoso) es un glaciar en el sur de Islandia. Se encuentra situado al norte de Vík í Mýrdal y al este del glaciar, más pequeño, llamado Eyjafjallajökull. Su cumbre alcanza los 1.493 m de alto y en 1980 tenía una superficie de 595 km².
El casquete glaciar cubre un volcán activo llamado Katla. La caldera volcánica tiene un diámetro de 10 km y el volcán erupciona normalmente cada 40 – 80 años. Dado que la última erupción tuvo lugar en 1918, los científicos están monitoreando el volcán muy cuidadosamente. Desde el año 930 se han documentado dieciséis erupciones. 
Según el Eldgjá, una fisura de erupción volcánica de alrededor de 30 km de largo, erupcionó en el año 936, es parte del mismo sistema volcánico, puede considerarse uno de los más poderosos del mundo.
Antes de que se construyera el Hringvegur (la carretera principal alrededor de la isla), la gente temía atravesar las llanuras en frente del volcán debido a los frecuentes jökulhlaups (inundaciones glaciares) y los profundos ríos que había que cruzar. Especialmente peligrosa fue la corriente glaciar tras la erupción de 1918 cuando la línea de costa se amplió 5 km por los depósitos de las corrientes laháricas.

## Ubicación

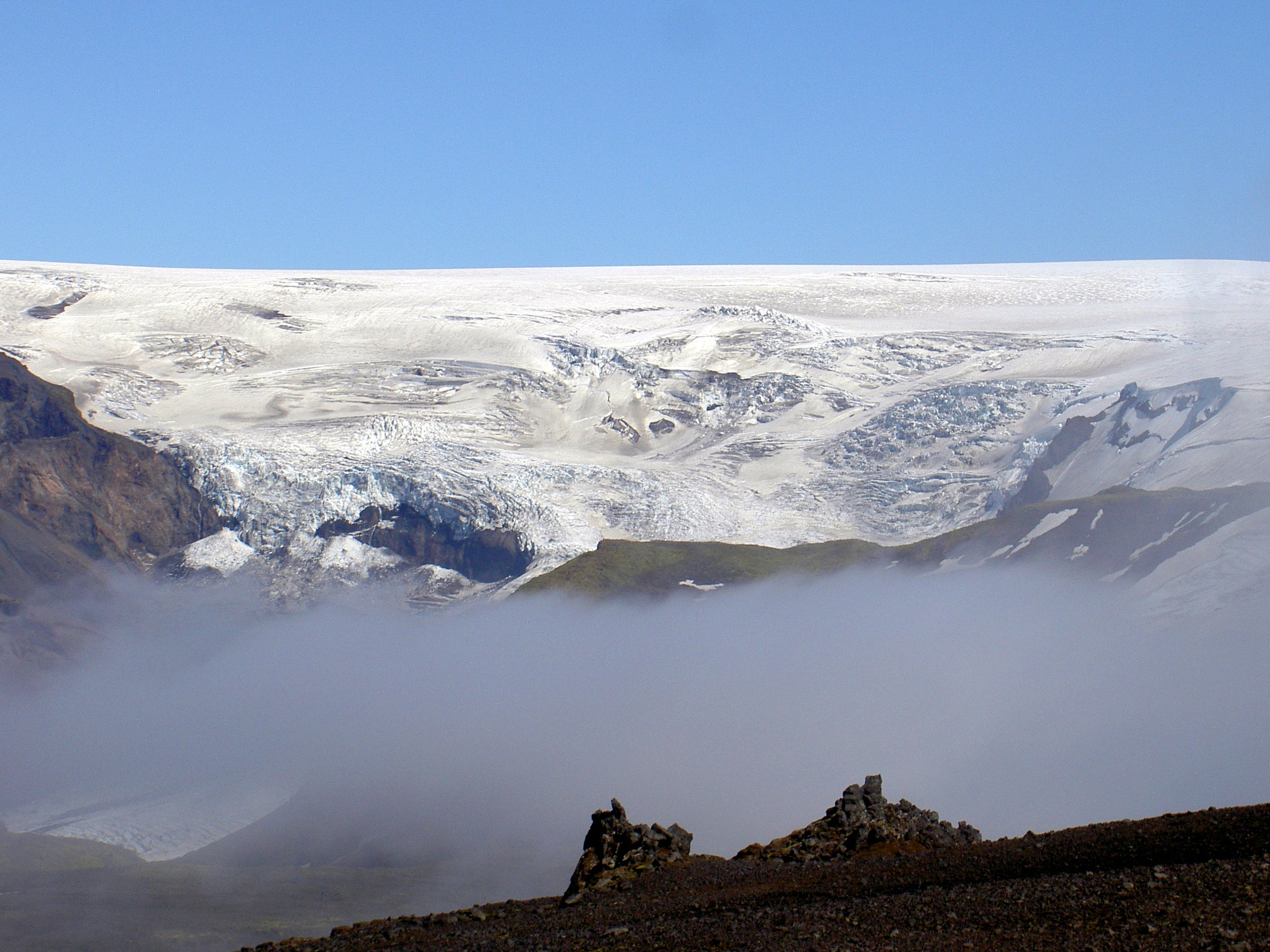
Vista del glaciar] (2005)

El Mýrdalsjökull limita al noroeste con la región montañosa de Fjallabak y el desierto negro de cenizas Mælifellssandur, al oeste con el glacial Eyjafjallajökull, al sur con la costa del océano Atlántico y al este con la llanura Mýrdalssandur.

## Topografía
Su punto más alto es un domo de hielo, Góðabunga, con vista al valle Þórsmörk a 1.512 m s. n. m. Las capas de hielo de Mýrdalsjökull y Eyjafjallajökull están separadas por una franja de tierra de entre uno y dos kilómetros, el cuello de Fimmvörðuháls.

## Geología
La capa de hielo cubre varios conos volcánicos, el más importante es el Katla que ha entrado en erupción una veintena de veces en los últimos once siglos. Su caldera tiene un área de cerca de 110 km² y está cubierta por una capa de hielo de un espesor de unos 400 m.
La mayoría de las erupciones del Katla se circunscriben al interior de la caldera, por lo que son subglaciales y dan lugar a los jökulhlaups que asolan los alrededores.
Desde el año 2000, se han registrado muchos terremotos en la caldera del Katla, lo que sugiere un aumento de su actividad.